# Ruby (песня Kaiser Chiefs)
«Ruby» ― сингл британской инди-рок группы Kaiser Chiefs, выпущенный 5 февраля 2007 года в качестве лид-сингла с их второго студийного альбома, Yours Truly, Angry Mob (2007). Он стал 10-м самым продаваемым синглом в Великобритании, с общим объемом продаж 313 765 экземпляров. По состоянию на сентябрь 2016 года в Великобритании было продано более 600 000 копий. Песня заняла 13-е место в рейтинге Triple J Hottest 100 2007 года, крупнейшем ежегодном музыкальном опросе Австралии.

## Музыкальное видео
Музыкальное видео было снято шведской продюсерской компанией Stylewar . В нем группа выступает в пустынном ландшафте, в то время как вокруг них строится миниатюрный город, похожий на мегаполис. Видео должно было выйти в эфир на 4-м канале в 23:35 15 января 2007 года, но было снято с расписания по неизвестным причинам. Премьера состоялась на официальном сайте Kaiser Chiefs четыре дня спустя.

## Трек-лист
| - UK 7-inch ruby-red vinyl single (BUN119-7) A. "Ruby" B. "Admire You" - UK and Irish CD single, digital download (BUN 119CD) 1. "Ruby" – 3:24 2. "From the Neck Down" – 2:29 - European enhanced CD single (1724059) 1. "Ruby" 2. "From the Neck Down" 3. "Admire You" 4. "Ruby" (video) | - US promo CD (UNIR 21793-2) 1. "Ruby" – 3:23 - Best Buy video single (UNIR 21804-2) 1. "Everything Is Average Nowadays" (live) 2. "Admire You" 3. "Ruby" (video) |

## Чарты и сертификации
| Чарт (2007)                             | Высшая позиция |
| --------------------------------------- | -------------- |
| Австрия (Ö3 Austria Top 40)             | 14             |
| Бельгия/Фландрия (Ultratop 50)          | 5              |
| Бельгия/Валлония (Ultratop 50)          | 28             |
| Канада (Billboard Canadian Hot 100)     | 79             |
| Чехия (Rádio — Top 100)                 | 1              |
| Europe (Eurochart Hot 100)              | 1              |
| Германия (GfK)                          | 11             |
| Ирландия (IRMA)                         | 5              |
| Нидерланды (Dutch Top 40)               | 7              |
| Нидерланды (Single Top 100)             | 7              |
| Новая Зеландия (Recorded Music NZ)      | 29             |
| Норвегия (VG-lista)                     | 16             |
| Шотландия (OCC Scotland)                | 1              |
| Словакия (Rádio — Top 100)              | 15             |
| Швейцария (Schweizer Hitparade)         | 13             |
| Turkey (Billboard Türkiye)              | 18             |
| Великобритания (OCC UK Singles)         | 1              |
| США (Billboard Adult Alternative Songs) | 7              |
| США (Billboard Alternative Airplay)     | 14             |

| Чарт (2007)                       | Позиция |
| --------------------------------- | ------- |
| Austria (Ö3 Austria Top 40)       | 45      |
| Belgium (Ultratop 50 Flanders)    | 10      |
| Germany (Official German Charts)  | 46      |
| Netherlands (Dutch Top 40)        | 26      |
| Netherlands (Single Top 100)      | 51      |
| Switzerland (Schweizer Hitparade) | 28      |
| UK Singles (OCC)                  | 10      |

| Чарт (2008)      | Позиция |
| ---------------- | ------- |
| UK Singles (OCC) | 189     |

| Чарт (2019)    | Позиция |
| -------------- | ------- |
| Portugal (AFP) | 1587    |

| Регион                                                                      | Сертификация | Продажи |
| --------------------------------------------------------------------------- | ------------ | ------- |
| Великобритания (BPI)                                                        | Платиновый   | 600 000 |
| Данные о продажах + прослушиваниях приведены только на основе сертификации. |              |         |